# Tanzanias riksvapen
Tanzanias riksvapen innegåller frihetsfacklan högst upp i en sköld som vilar på berget Kilimanjaro med kaffe- och bomullsbuskar runt om. I skölden finns också bland annat Tanzanias flagga. Inskriptionen på swahili betyder "Frihet och enighet".